# عبد الله راشد
عبد الله راشد هو ممثل مسرحي وكاتب إماراتي، ينتسب لمسرح دبا الفجيرة وبدأ مشواره الفني عام 1984 بمسرحية دبا والاتحاد.

## عنه
من 1984 وحتى الآن
كان أول طفل يمثل على خشبة مسرح دبا الفحيرة

ساهم في اشهار جمعية دبا للثقافة والفنون والمسرح (مسرح دبا الفجيرة)عام 1991م وكان مؤلف أول عمل مسرحي بعد الإشهار مسرحية (زين وشين)

عمل مع مجموعة من المخرجين العرب وهم (جواد الأسدي)، (عزيز خيون)، (سمير خوالدة)، (محمود أبو العباس)، (ناجي الحاي)، (علي الشالوبي)
- حاصل على شهادة المحاماة وخريج كلية الحقوق
- عضو مؤسس لجمعية دبا الفجيرة للثقافة والفنون والمسرح
- عضو مجلس إدارة حالي في جمعية دبا للثقافة والفنون والمسرح
- عضو في جمعية المسرحين الإماراتية
- عضو مؤسس لمهرجان الفجيرة الدولي للمنودراما

## أعمالة

### مسرحيات
ممثلاً
| اسم المسرحية       | سنة الإنتاج |
| ------------------ | ----------- |
| دبا والاتحاد       | 1984        |
| لازم أتكلم         | 1989        |
| مجلس العدل         | 1989        |
| كفاح شعب           | 1989        |
| صراع               | 1990        |
| الحلم              | 1990        |
| من علمني حرفاً      | 1990        |
| زين وشين           | 1991        |
| شار دار            | 1991        |
| نقطة نظام          | 1992        |
| الطيارة العيارة    | 1993        |
| قطرة               | 1993        |
| خرزة الجن          | 1996        |
| لا                 | 1998        |
| شراع السموم        | 1999        |
| العارضة            | 1999-2000   |
| يا ليل ما أطولك    | 2001        |
| الحفار             | 2002        |
| ابحر في العينين    | 2003        |
| ليالي أحمد بن ماجد | 2003        |
| سرك المعاصر        | 2003        |
| اليازرة            | 2004        |
| بحسن نية           | 2005        |
| خفايا جبال         | 2006        |
| نهار ساخن          | 2007        |
| أنا والعذاب وهواك  | 2009م-2011  |
| الفلاح الطيب       | 2010        |
| رحلة المعرفة       | 2011/2012   |
| في انتظار جودو]]   | 2017        |

### مؤلفاته
| اسم المسرحية | سنة الإنتاج |
| ------------ | ----------- |
| لازم اتكلم   | 1989        |
| زين وشين     | 1991        |
| نقطة نظام    | 1992        |

### المسلسلات
| اسم المسلسل    | سنة الإنتاج |
| -------------- | ----------- |
| حاير طاير      | 2000        |
| مؤامرات عائلية | 2001        |
| أوراق الحب     | 2010        |
| الغافة         | 2010        |
| وديمة          | 2011        |
| القياضة        | 2013        |
| بحر الليل      | 2014        |

### إخراجاته
| اسم المسرحية                             | سنة الإنتاج |
| ---------------------------------------- | ----------- |
| أوبريت على العهد ماضون (في العيد الوطني) | 2006        |
| فانوس                                    | 2008        |
| الورشة المسرحية الرابعة                  | 2004        |
| مسرحية بلغني أيها الملك السعيد           | 2014        |

### إداري
| اسم المسرحية       | الوظيفة       | سنة الإنتاج |
| ------------------ | ------------- | ----------- |
| شار دار            | مساعد مخرج    | 1991        |
| أفراح وجراح        | إدارة الإنتاج | 1995م       |
| أنا وحدي           | إشراف عام     | 2012م       |
| مرثية الوتر الخامس | إشراف عام     | 2016م       |

## جوائزه
نال على عدة جوائز ومن أهمها:
- جائزة تقديرة عن دوره في مسرحية شاردار في مهرجان الفرق الأهلية 1992م
- جائزة أفضل ممثل دور أول.. في أيام الشارقة المسرحية (الحفار2002)
- ودور ثاني لمرتين في الايام المسرحية بالشارقة (العارضة 2000-ابحر في العينين2003)[9]
- وجائزة لجنة التحكيم التقديرية كأفضل ممثل دور أول في تونس
- ورشَح لجائزة التمثيل أكثر من مرة
- كما كرم من الشيخ عبد الله بن زايد كأحد المساهمين في حركة المسرح الإماراتي.
- ومن مسرح رأس الخيمة كأحد رواد المسرح الإماراتي.
- وكرم ضمن الفنانون المسرحيون المكرمون في مهرجان قرطاج المسرحي الدورة 20 / 2018

## وصلات خارجية
- عبد الله راشد على موقع قاعدة بيانات الأفلام العربية